# Ixodiphagus hookeri

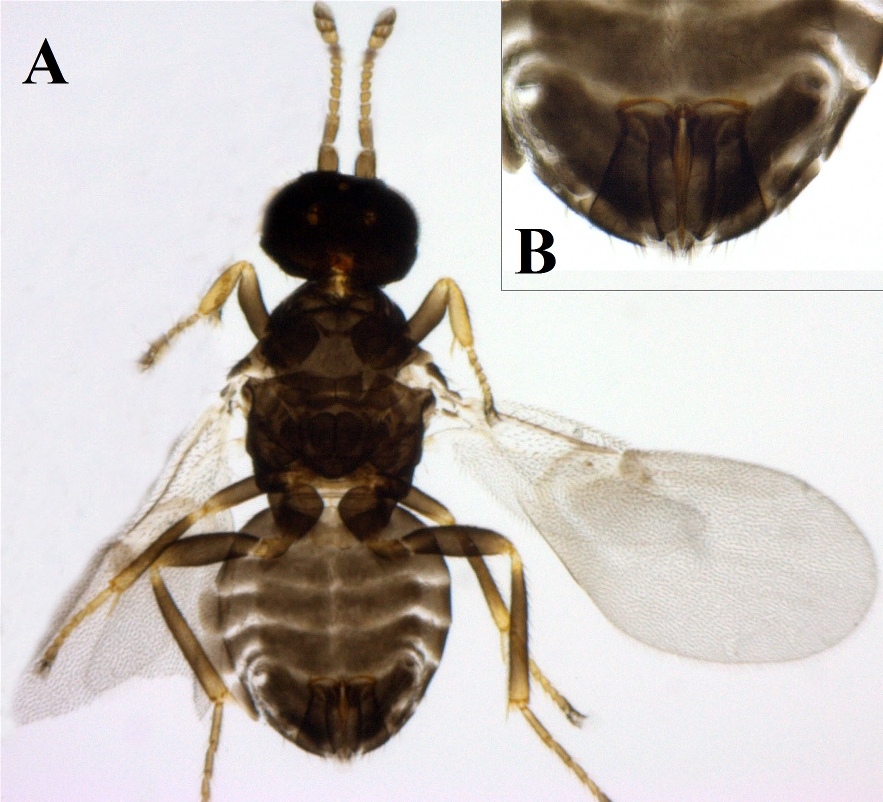
Weiblicher Habitus, ventral, und vergrößerte Genitalien

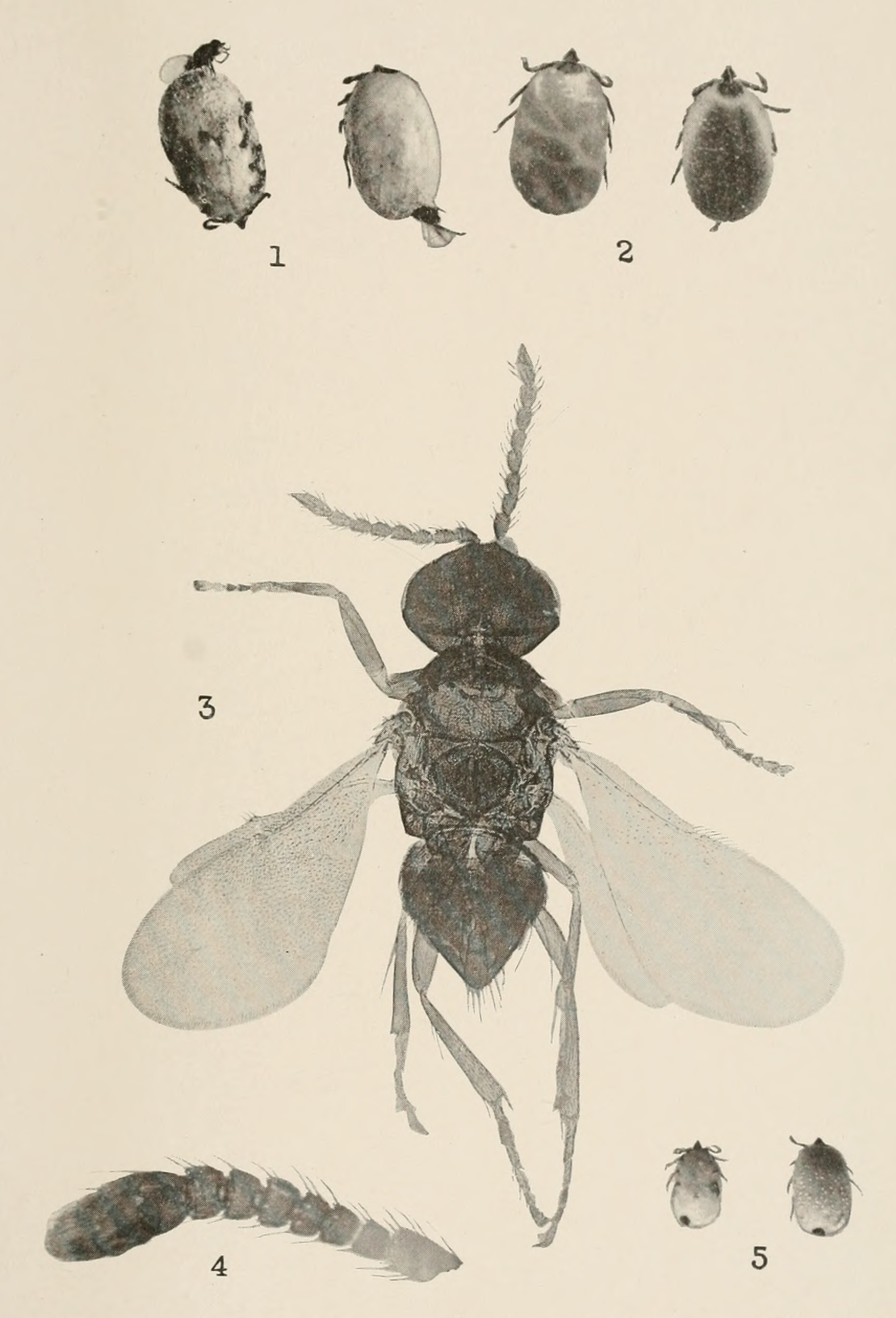
Ixodiphagus hookeri Howard: Fig. 1, Parasiten verlassen Nymphen von Rhipicephalus sanguineus Latr.; Fig. 2, Nymphen von R. sanguineus mit der gestreiften Erscheinung bei Parasitenbefall; Fig. 3, Ixodiphagus hookeri, männlich; Fig. 4, Antenne eines Weibchens; Fig. 5, Ausfluglöcher in Zeckennymphen, nach Herbert P. Wood, 1911

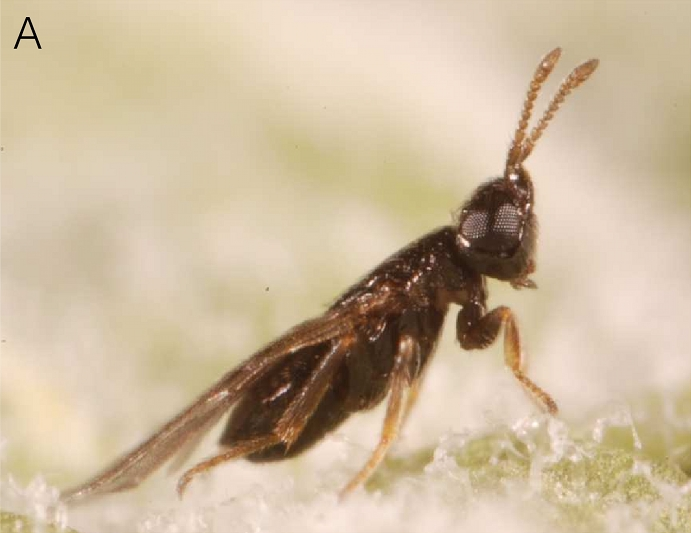
Weiblicher Habitus

Ixodiphagus hookeri ist eine Erzwespe der Gattung Ixodiphagus in der Familie Encyrtidae. Der Hyperparasit legt seine Eier in die Larven und Nymphen verschiedener Zecken. Die schlüpfenden Larven ernähren sich als Parasitoide von ihrem Wirt. Die mögliche Nutzung von Ixodiphagus hookeri zur biologischen Schädlingsbekämpfung wird seit fast einem Jahrhundert untersucht. Trotz zunächst vielversprechender Erfolge bei der Vermehrung im Labor konnte bislang keine nachhaltige Wirkung bei der Bekämpfung von Zecken als Überträger von Zoonosen erzielt werden.

## Beschreibung
Ixodiphagus hookeri ist eine sehr kleine, schwarz gefärbte Wespe, deren äußere Erscheinung der anderer Erzwespen entspricht. Die Körperlänge beträgt bei beiden Geschlechtern 0,8–0,9 Millimeter, die Flügelspannweite beträgt 1,5 Millimeter. Der Kopf ist oben abgeflacht und doppelt so breit wie lang. Seitlich befinden sich große Komplexaugen und auf dem Kopf drei Ocelli, der Abstand der hinteren Ocelli zu den Rändern der Komplexaugen ist deutlich größer als ihr eigener Durchmesser. Vorne am Kopf befinden sich zwei nahe beieinander liegende Antennen. Die Fühler der Weibchen haben Scapus, Pedicellus und einen in sechs Glieder geteilten Funiculus mit einem Clavus aus drei Gliedern. Dabei ist das basale Glied des Clavus durch eine Furche von seinem distalen Nachbarn abgesetzt, so dass der Eindruck eines siebten Flagellomers am Funiculus entstehen kann. Die Männchen haben Fühler, deren nur zweigliedriges Ende nicht verdickt ist.
Das Abdomen der männlichen Wespen ist in der dorsalen Ansicht deutlich spitzer zulaufend als das der weiblichen. Es besteht bei männlichen Tieren aus acht und bei weiblichen aus sieben Segmenten, von denen eines mit dem Thorax verwachsen ist, so dass nur sieben oder sechs Segmente sichtbar sind. Die Unterscheidung der Geschlechter erfolgt im Labor durch die komplex gestalteten und zu einem Ovipositor umgeformten Genitalien der Weibchen und die einfach strukturierten Genitalien männlicher Wespen.

## Lebensweise

### Wirte
Ixodiphagus hookeri ist ein obligatorischer Parasitoid verschiedener Arten von Zecken. Dabei wird in verschiedenen Lebensräumen stets nur eine Auswahl der vorhandenen Zeckenarten parasitiert. Nachgewiesene Wirte sind:
- Amblyomma tholloni Neumann, 1899[3]
- Amblyomma variegatum (Fabricius, 1794)[4]
- Dermacentor andersoni Stiles, 1908[5]
- Dermacentor nitens Neumann, 1897[3]
- Dermacentor parumapertus Neumann, 1901[6]
- Dermacentor variabilis Say, 1821[7]
- Haemaphysalis bispinosa Neumann, 1897[3]
- Haemaphysalis concinna Koch, 1844[5]
- Haemaphysalis inermis Birula, 1895[3]
- Haemaphysalis japonica Warburton, 1908[3]
- Haemaphysalis leachei (Audouin, 1826)[3]
- Haemaphysalis leporispalustris (Packard, 1869)[7]
- Haemaphysalis punctata Canestrini & Fanzago, 1878[3]
- Hyalomma aegyptium (Linnaeus, 1758)[7]
- Hyalomma anatolicum Koch, 1844[3]
- Hyalomma asiaticum Schulze & Schlottke, 1930[3]
- Ixodes crenulatus Koch, 1844[3]
- Ixodes dentatus Marx, 1899[3]
- Ixodes hexagonus Leach, 1815 – Igelzecke[3]
- Ixodes marmotae Cooley & Kohls, 1938[3]
- Ixodes muris Bishopp & Smith, 1937[3]
- Ixodes persulcatus Schulze, 1930[3] – Taigazecke
- Ixodes ricinus Linnaeus, 1758 – Gemeiner Holzbock[8]
- Ixodes scapularis Say, 1821 – Hirschzecke[9]
- Ixodes texanus Banks, 1909[3]
- Rhipicephalus appendiculatus Neumann, 1901[7]
- Rhipicephalus evertsi Neumann, 1897[7]
- Rhipicephalus oculatus Neumann, 1901[7]
- Rhipicephalus sanguineus Latreille, 1806 – Braune Hundezecke[10]

Bei der Suche nach geeigneten Wirten folgt Ixodiphagus hookeri Geruchsstoffen, die von potentiellen Säugetier-Wirten der von ihr bevorzugten Zeckennymphen abgegeben werden. Im Laborversuch der Universität Hohenheim, für den Wespen aus deutschen Populationen verwendet wurden, folgten sie Kohlenstoffdioxid und dem artspezifischen Geruch des Kots von Rehen und dem Geruch der Haare von Rehen und Wildschweinen. Der Kot von Rindern, Kaninchen und Feldmäusen und die Haare von Rindern und Feldmäusen waren ohne Wirkung. Der Kot des Gemeinen Holzbocks wirkte nur in einer Entfernung bis zu einem Zentimeter anziehend. Versuche mit in n-Hexan gelösten Geruchsstoffen verschiedener Entwicklungsstadien der Zecke Amblyomma variegatum ergaben eine starke Anziehung, Attrappen von Wirten wurden mit dem Ovipositor penetriert. Bei früheren Untersuchungen an Wespen in Kenia wurde festgestellt, dass sie durch den Geruch von Urin, Kot und Wischproben vom Körper von Rindern sowie von dem Geruch des Kots von Amblyomma variegatum angezogen wurden. Der Versuchsaufbau konnte aber nicht darstellen, ob der Geruch von Säugetieren oder nur der artspezifische Geruch von Rindern anlockend wirkten. Im Nahbereich folgen die Wespen optischen Hinweisen wie Größe und Form, um geeignete von ungeeigneten Wirten zu unterscheiden. Aufgrund der großen geografischen Entfernung, dem unterschiedlichen Wirtsspektrum und Unterschieden in der Entwicklung verschiedener Populationen wird nicht ausgeschlossen, dass Ixodiphagus hookeri mehrere Arten, Unterarten oder Stämme umfasst.

### Eiablage

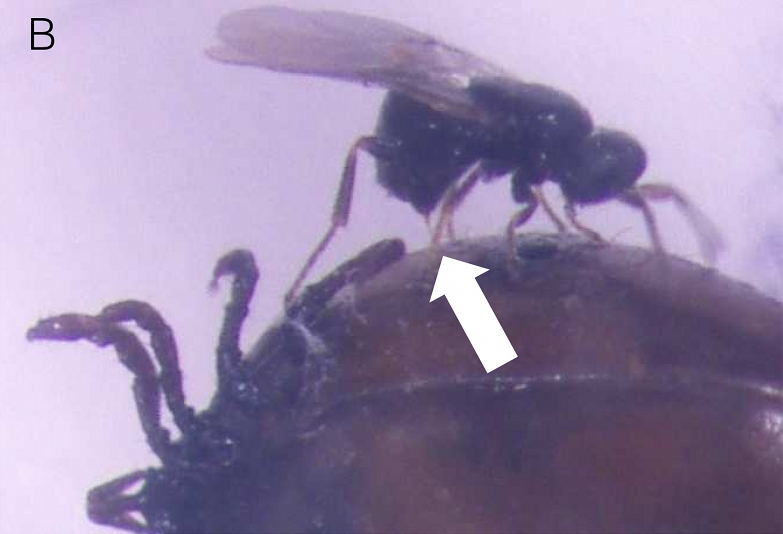
Eiablage an gesättigter Nymphe des Gemeinen Holzbocks

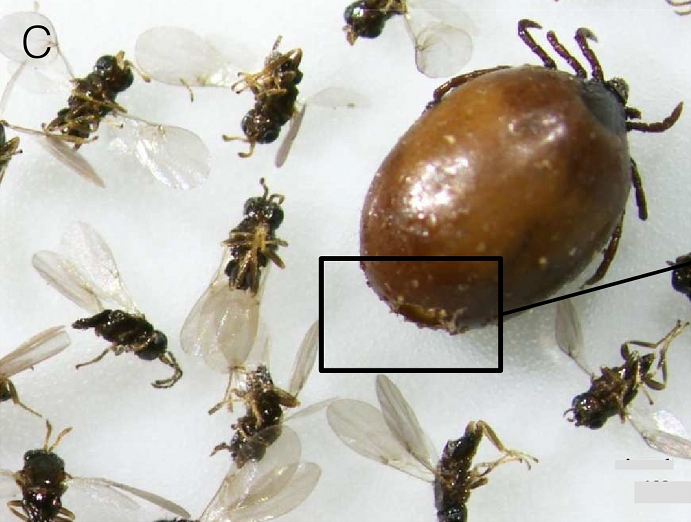
Adulte Ixodiphagus hookeri mit toter Nymphe des Gemeinen Holzbocks

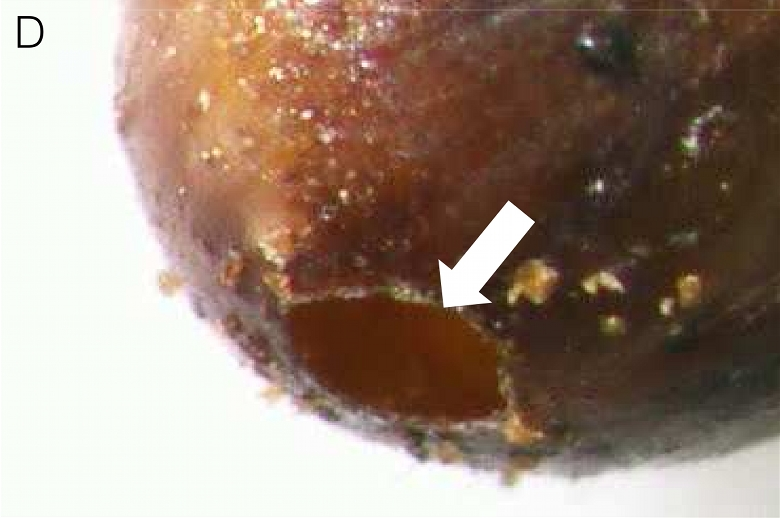
Schlupfloch in toter Nymphe des Gemeinen Holzbocks

Zählungen von Nymphen des Gemeinen Holzbocks an geschossenen Rehen und Wildschweinen erbrachten die Erkenntnis, dass die Wespen in den Zecken auf einem einzigen Stück Wild alle ihre Eier ablegen können. Eine zur Eiablage bereite Wespe läuft auf dem Fell eines möglichen Wirts von Zecken umher und nähert sich der Larve oder Nymphe einer Zecke mit starken Bewegungen ihrer Fühler. Anschließend wird die Körperoberfläche des potentiellen Wirts mit trommelnden Fühlern betastet. Von verschiedenen Arten der nicht näher verwandten Schlupfwespen ist ebenfalls ein Trommeln auf dem Untergrund bei der Suche nach geeigneten Orten für die Eiablage beschrieben worden. Diese Schlupfwespen nutzen die selbst erzeugten Vibrationen der Körperoberfläche eines potentiellen Wirts zu seiner Identifizierung und haben an den Spitzen der Fühler besondere Organe entwickelt. Die Wespe setzt ihre Suche fort, wenn sie die Larve oder Nymphe nicht als Wirt akzeptiert. Wenn sie den Wirt annimmt, bohrt sie ihren Ovipositor von oben in den Hinterleib des Wirts, oder sie biegt ihren eigenen Hinterleib unter den Wirt und führt den Ovipositor von unten in seinen Körper ein. Der Eiablage folgt ein erneutes kurzes Trommeln mit den Fühlern auf dem Wirt. Die gesamte Eiablage vom ersten Trommeln bis zum Verlassen der infizierten Larve oder Nymphe dauert zwischen zwei und zwanzig Sekunden, sofern sie ungestört abläuft.
Die Wespe legt nicht erneut Eier in einen von ihr selbst befallenen Wirt. Es werden aber Eier in bereits von anderen Weibchen zur Eiablage genutzte Wirte abgelegt, so dass eine Nymphe durch Larven verschiedener Wespen befallen sein kann. Eine weibliche Wespe kann 100 bis 200 Eier ablegen, nach anderen Angaben kann sie mehr als 100 Zecken parasitieren. Dem stehen Ergebnisse von Beobachtungen in Kenia gegenüber, die zwei bis höchstens vier parasitierte Nymphen pro Wespe angeben. Es wird angenommen, dass Ixodiphagus hookeri die Zahl der abgelegten Eier sowohl an die Art der parasitierten Zecke als auch an ihr Entwicklungsstadium anpasst, wobei ein größeres Volumen mit einem Mehr an Nahrung für die Nachkommen und mit einer größeren Zahl von Eiern einhergeht. Die Wespen einer deutschen Population bevorzugten bei der Eiablage ungefütterte Nymphen des Gemeinen Holzbocks gegenüber Larven und gefütterten Nymphen. Die Wiesenzecke wurde als Wirt nicht angenommen.

### Entwicklungszyklus
Nach der Eiablage in einer Zeckenlarve werden die Eier des Parasiten in das Nymphenstadium mitgenommen. Erst wenn die befallene Nymphe der Zecke an einem Wirt ihre Blutmahlzeit aufnimmt, beginnt die Entwicklung der Larven von Ixodiphagus hookeri, die sich von der Mahlzeit und den gesamten inneren Organen der Nymphe ernähren. Die Zahl von Ixodiphagus hookeri in einer befallenen Nymphe schwankt zwischen einer und 15, bei einer durchschnittlichen Zahl von 6,5 Parasiten. Unter Laborbedingungen dauert die Entwicklung der Wespenlarven vom Schlüpfen über das Larvenstadium und die Puppe bis zum Schlupf der adulten Wespen durchschnittlich 28 bis 70 Tage und maximal 102 Tage, mit längerer Entwicklungsdauer in der zweiten Jahreshälfte. In der Natur scheint die Dauer der Entwicklung stark von den klimatischen Bedingungen abzuhängen, mit kürzeren Entwicklungszeiten bei höheren Temperaturen, wobei die Sterblichkeit der sich entwickelnden Wespenlarven ab 23 °C zunimmt und bei 30 °C 100 Prozent erreicht. Die erfolgreich parasitierten Nymphen der Zecken sind nach einiger Zeit daran zu erkennen, dass ihre Hinterkörper leicht geschwollen und nicht wie üblich blau schimmernd, sondern braun oder gelblich gefärbt und wegen der durchscheinenden Larven fleckig oder gestreift erscheinen. Im weiteren Verlauf verschwinden die Flecken. Der Kot der weißlichen Wespenlarven wird am hinteren Ende der Leibeshöhle der Nymphe gesammelt. Zum Ende der Entwicklung richten sich die Larven im vorderen Bereich parallel zur Längsachse aus und verpuppen sich in dieser Position. Kurz nach der Verpuppung der Wespen ist der Körper der Nymphe vorne schwarz und der Hinterleib gelblich durchscheinend. Dabei kann der gesamte Körper des Wirts mit den Puppen von Ixodiphagus hookeri ausgefüllt sein.
Nach Abschluss der Entwicklung schlüpfen adulte Wespen aus den Puppen und nagen hinten, an der schwächste Stelle, ein Loch für den Ausflug in die Hülle der Zeckennymphe. Nur während eines kurzen Zeitraums von drei bis fünf Wochen, im Nordsommer zwischen Ende Juli und Ende September, sind adulte Wespen anzutreffen. In Deutschland und im frühen 20. Jahrhundert in Texas aufgenommene Daten führten zu der Hypothese, dass der Entwicklungszyklus von Ixodiphagus hookeri an den ihrer Wirte angepasst ist. So fällt das Erscheinen adulter Wespen mit dem Spätsommer zusammen, wenn der Wildbestand sich reproduziert hat und noch nicht durch den Winter reduziert wurde. Entsprechend ist auch die Zeckenpopulation und damit die Zahl potentieller Wirte größer. Das Ziel, die Wespen während des kurzen Zeitraums besonders großer Zeckenaktivität schlüpfen zu lassen, wird durch drei verschiedene Entwicklungsmuster erreicht:
1. Eine Wespe legt ihre Eier im Spätsommer des ersten Jahres in eine Zeckenlarve. Die Eier ruhen, während die Larve der Zecke sich zur Nymphe entwickelt. Die Entwicklung der Wespenlarve setzt mit der Blutmahlzeit der Nymphe im Spätsommer des zweiten Jahres ein. Während der Winterruhe der Nymphe kommt auch die Entwicklung der Wespe zum Stillstand. Sie schlüpft erst im Spätsommer des dritten Jahres.
2. Die bereits als Larve infizierte Nymphe findet im zweiten Jahr keinen Säugetierwirt. Nach einer Winterruhe nimmt sie im Frühjahr des dritten Jahres eine Blutmahlzeit auf. Damit wird die nun verkürzte Entwicklung der Wespenlarve angestoßen, auch hier schlüpfen die adulten Wespen im Spätsommer des dritten Jahres.
3. Eine Wespe legt ihre Eier im Spätsommer in eine Nymphe, die anschließend ihre Blutmahlzeit aufnimmt. Die Wespe beginnt ihre Entwicklung, unterbrochen durch die Winterruhe der Nymphe, und schlüpft im Spätsommer des zweiten Jahres.[8]

Bei Populationen in subtropischen Regionen wie Kenia ist keine Saisonalität feststellbar, adulte ixodiphagus hookeri sind wie ihre Wirte während des gesamten Jahres anzutreffen.
Bei den geschlüpften Wespen sind weibliche Wespen in der Überzahl. Die Paarung findet unmittelbar nach dem Schlupf statt und dauert nur Sekunden, anschließend begibt sich das Weibchen auf die Suche nach einem geeigneten Wirt. Beide Geschlechter nehmen keine Nahrung auf und haben eine Lebensdauer von etwa drei Tagen, nur ausnahmsweise leben Männchen bis zu zehn Tagen.

### Prävalenz

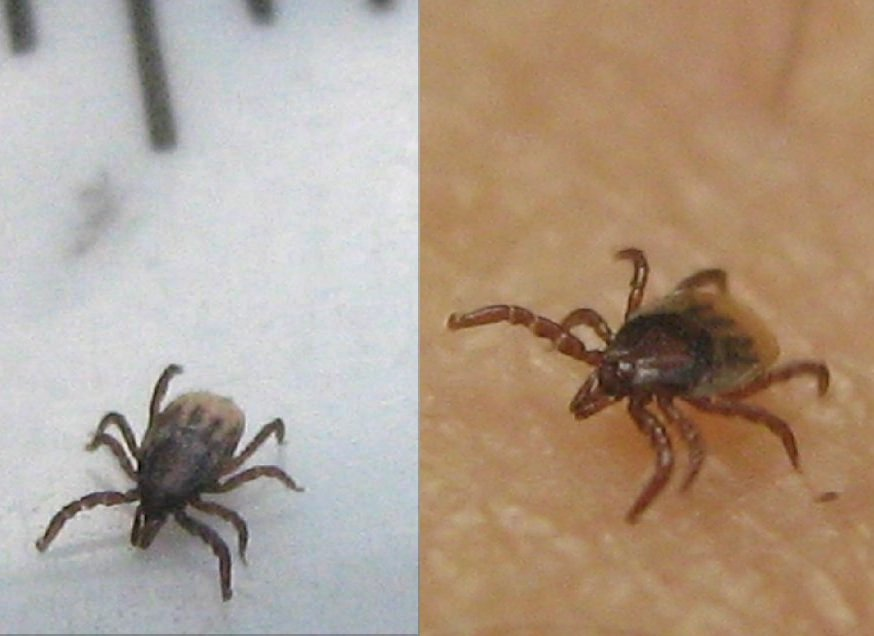
Nymphen des Gemeinen Holzbocks, links mit Millimeter-Skala

Die Untersuchung deutscher Populationen des Gemeinen Holzbocks auf den Befall der Nymphen mit Ixodiphagus hookeri ergab über drei Jahre hinweg eine Befallsrate von 1,9 bis 3,8 Prozent. Diese scheinbar sehr niedrige Befallsrate kann durch eine Reihe von Faktoren erklärt werden. Beim Fang der Nymphen durch Abstreifen von der Vegetation sind die befallenen Nymphen jene, die noch auf der Suche nach einem Wirt sind und ihre Parasitenlast vom Larvenstadium mitgebracht haben. Die nicht befallenen Nymphen wären möglicherweise zu einem späteren Zeitpunkt parasitiert worden, was durch ihren Fang verhindert wurde. Die Larven und Nymphen werden vorrangig durch Ixodiphagus hookeri parasitiert, während sie sich selbst auf dem Wirt befinden und eine geeignete Stelle zum Einstich suchen oder bereits Blut saugen. Das Aufsammeln von Larven und Nymphen, die nach ihrer Blutmahlzeit vom Wirt abfallen, könnte eine deutlich höhere Befallsrate mit Ixodiphagus hookeri beweisen, ist aber schwierig durchzuführen. Studien aus Westfrankreich und Kenia, die keinen Befall von Nymphen vor der Blutmahlzeit und einen sehr hohen Befall bei saugenden Nymphen auf Säugetieren ermittelten, stützen derartige Erwägungen. Deutlich abweichende Ergebnisse lieferten eine ältere Studie aus Deutschland. Sie wies einen Befall bei mehr als 90 Prozent der Zeckennymphen nach, enthielt aber möglicherweise methodische Fehler. Untersuchungen in den Vereinigten Staaten ergaben ebenfalls deutlich höhere Befallsraten, die Zahlen deuten aber insgesamt auf noch klärungsbedürftige Unterschiede in der Biologie europäischer und amerikanischer Populationen hin.

## Verbreitung

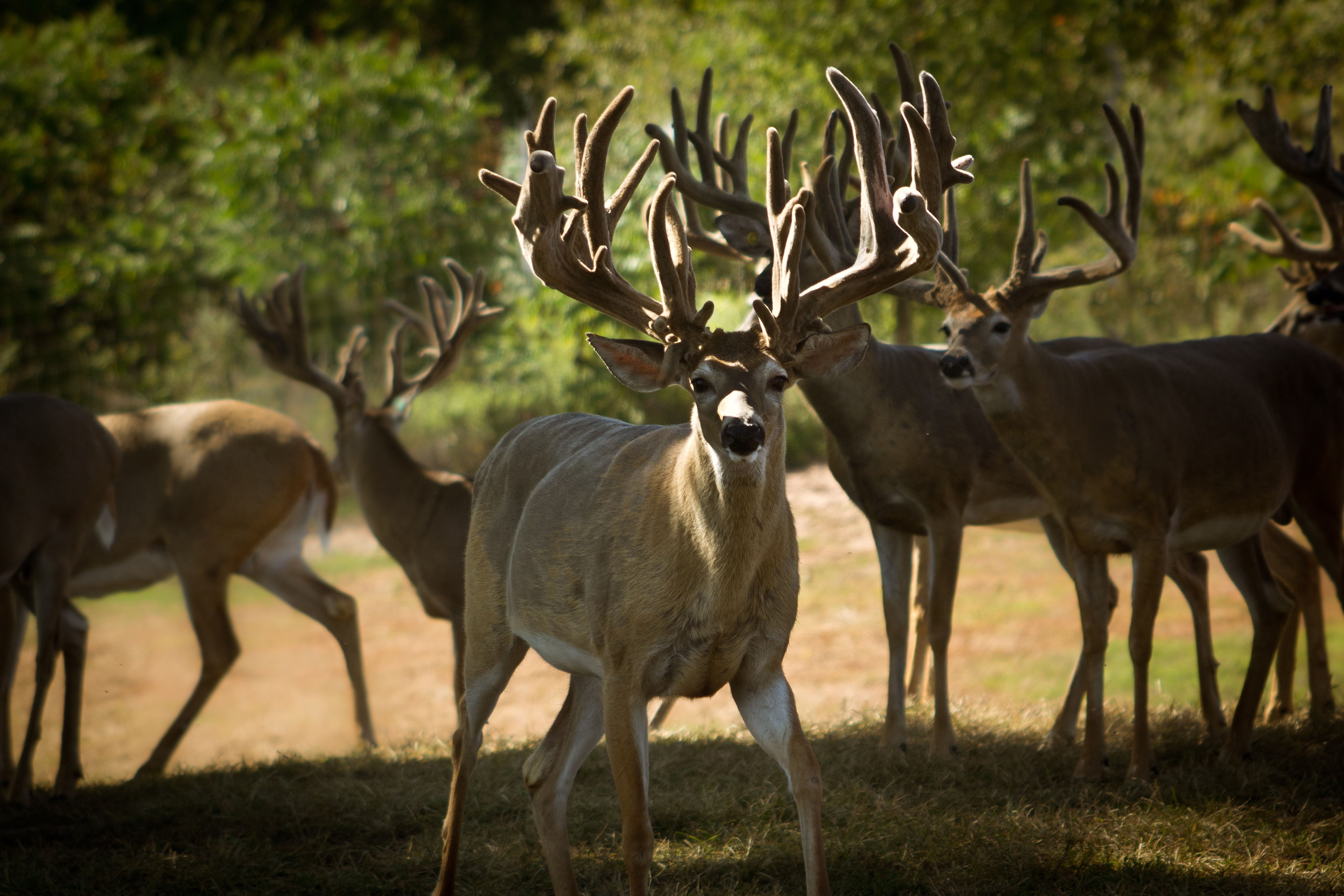
Gruppe von Weißwedelhirschen

Ixodiphagus hookeri kommt weltweit mit Ausnahme von Australien und der Antarktis vor. Ihre Anwesenheit scheint in Deutschland an einen dichten Wildbestand mit einem starken Befall durch den Gemeinen Holzbock gebunden zu sein. Jedenfalls ist eine dichte Population als Wirt geeigneter Zecken erforderlich. In den Vereinigten Staaten wurde ein Zusammenhang zwischen der Bestandsdichte des Weißwedelhirschs, der auf ihm parasitierenden Hirschzecke und dem Vorkommen von Ixodiphagus hookeri festgestellt. Zehn bis zwanzig Weißwedelhirsche pro Quadratkilometer scheinen notwendig zu sein, um eine hinreichend dichte Zeckenpopulation zu gewährleisten.

## Biologische Schädlingsbekämpfung

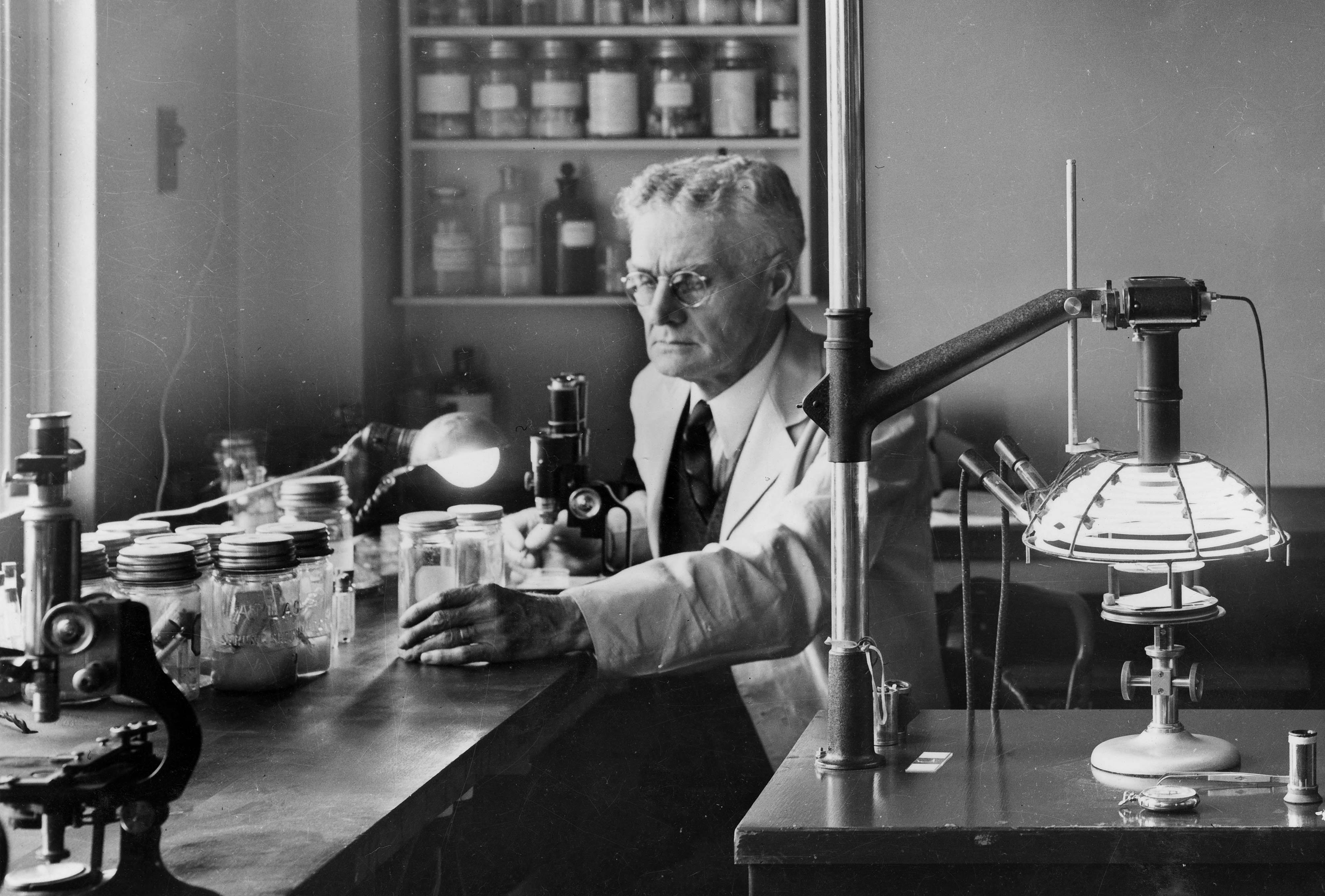
Robert A. Cooley in den Rocky Mountain Laboratories, 1938

Zecken sind obligatorisch blutsaugende Parasiten von Wirbeltieren. Befallen werden von den meisten Arten Säugetiere einschließlich Nutztiere und Menschen. Sie sind bedeutende Vektoren einer Vielzahl von Krankheitserregern, darunter die Erreger von Rocky-Mountain-Fleckfieber, Tularämie, Frühsommer-Meningoenzephalitis und Lyme-Borreliose. Seit der Entdeckung ihrer Vektoreigenschaft besteht ein großes Interesse an der Bekämpfung von Zecken. Ixodiphagus hookeri und andere Arten der Gattung wurden bereits wenige Jahre nach ihrer Erstbeschreibung auf die Möglichkeit ihrer Nutzung zur biologischen Schädlingsbekämpfung untersucht.
Zur gezielten Bekämpfung von Zecken, insbesondere Dermacentor andersoni und Dermacentor variabilis, wurden in den 1920er Jahren unter der Leitung von Robert A. Cooley in den Rocky Mountain Laboratories Ixodiphagus hookeri in großer Zahl gezüchtet. Die Zucht wurde teilweise mit Ixodiphagus hookeri aufgebaut, die von Émile Brumpt aus Frankreich für diesen Zweck zur Verfügung gestellt wurden. Als Wirte dienten im Labor Nymphen von Dermacentor andersoni, die aus Endemiegebieten von Rocky-Mountain-Fleckfieber und Tularämie stammten und leicht auf Laborkaninchen vermehrt werden konnten. Dabei wurden zunächst Laborkaninchen oder wild lebende Mäuse mit einer großen Zahl von Nymphen besetzt. Die verfügbaren Wespen wurden anschließend in die Nähe der saugenden Nymphen verbracht und legten ihre Eier ab.
Die Versuche zur Zucht von Ixodiphagus hookeri im Labor hatten das Ziel, selbst reproduzierende Populationen in der Natur zu begründen und so Dermacentor andersoni und andere Zecken als Vektoren von Zoonosen auszurotten. Erste Versuche waren sehr vielversprechend, auch in Bezug auf die Überwinterung des Parasiten. Allerdings wurden mit Spirochäten oder Babesia microtis infizierte Nymphen nicht als Wirte angenommen. Die parasitierten Nymphen wurden in natürlicher Umgebung dort frei gelassen, wo die Bekämpfung von Dermacentor andersoni als besonders wichtig galt. Alternativ wurde die Entwicklung nicht abgewartet, sondern die Säugetiere mit den Zecken-Nymphen nach der Eiablage der Wespen in eine natürliche Umgebung gebracht. Es wurden wiederholt umfangreiche Aussetzungen von Ixodiphagus hookeri in Gebieten mit dichter Zeckenpopulation vorgenommen:
- Naushon Island, Massachusetts, 1926–1927: zur Bekämpfung der extrem dichten Population von Hirschzecken und Dermacentor variabilis wurde Ixodiphagus hookeri freigesetzt. Zunächst schien es, als sei die Maßnahme erfolgreich gewesen. 1940 und 1941 wurden noch einzelne Wespen vorgefunden. Beide Zeckenarten blieben zwar langfristig häufig, doch Ixodiphagus hookeri konnte sich etablieren. 1987 wurde sie in einem Drittel der Nymphen von Hirschzecken nachgewiesen.[21][29][30][31]
- Montana, Colorado, Idaho und Oregon, 1927–1933: in der größten Massenfreilassung wurden mehr als vier Millionen Ixodiphagus hookeri zur Bekämpfung von Dermacentor andersoni ausgesetzt. Es konnte weder eine Reduzierung der Zeckenpopulation beobachtet noch eine Etablierung der Erzwespen nachgewiesen werden. Nur in 1929 wurden einige Wespen aus den Freilassungen der beiden Vorjahre wiedergefunden.[21]
- Oblast Leningrad, 1938: 2.600 Wespen und 38.000 parasitierte Larven und Nymphen des Gemeinen Holzbocks wurden zur Bekämpfung von Dermacentor variabilis freigesetzt. Zwei Jahre später konnten weder Wespen nachgewiesen werden, noch war eine Reduzierung der Zeckenpopulation erkennbar.[21][32]
- Martha’s Vineyard, Massachusetts, 1937–1939: 90.000 weibliche Wespen wurden zur Bekämpfung von Dermacentor variabilis an zwei Stellen auf Martha’s Vineyard freigesetzt. Zwei Jahre später konnten weder Wespen nachgewiesen werden, noch war eine Reduzierung der Zeckenpopulation erkennbar.[21][32][33]
- Trans Mara District, Kenia, 1993–1994: über einen Zeitraum von einem Jahr wurden 150.000 Ixodiphagus hookeri auf einer vier Hektar großen Weide mit zehn Zebus freigesetzt. In den vier Monaten vor Beginn der Freisetzung der Erzwespen wurden auf der Weide jeweils 4.000 Nymphen der Zecken Rhipicephalus appendiculatus und Amblyomma variegatum freigelassen. Während in Bezug auf R. appendiculatus keine Wirkung festzustellen war, sank die Zahl der auf den Rindern vorgefundenen Exemplare von A. variegatum um 95 Prozent und blieb auch nach Ende der Freisetzungen niedrig. Die nach dem Ende der Freisetzungen aufgesammelten Zecken-Nymphen waren nur zu einem geringen Prozentsatz von Wespen parasitiert.[34]

Die Forschungen führten nicht zu einem erfolgreichen Einsatz in der Zeckenbekämpfung. Das Scheitern entsprechender Versuche ist möglicherweise durch die starke Anpassung der Populationen an örtliche Gegebenheiten und an bestimmte Wirte bedingt, die den Einsatz importierter Wespen anderer Herkunft scheitern lassen. Maßnahmen wie der Einsatz von Akariziden erscheinen wegen der Giftwirkung auf die übrige Fauna und den Menschen, der hohen Kosten und der beobachteten Entwicklung von Resistenzen als ungeeignet. Aktuelle Forschungen zielen auf den Einsatz acaropathogener Pilze und Nematoden, sind aber noch nicht einsatzfähig. Ungeachtet des Scheiterns bisheriger Bemühungen ist die biologische Zeckenbekämpfung mit Hilfe von Ixodiphagus hookeri daher weiter Gegenstand der Forschung.
Ein Aspekt des Einsatzes von Ixodiphagus hookeri ist die stark verminderte Prävalenz des pathogenen Spirochäten Borrelia burgdorferi, Erreger der Lyme-Borreliose, und des früher als Babesia microtis oder Theileria microtis bekannten Piroplasmen in Zeckenpopulationen, die von den Wespen befallen werden. Von Ixodiphagus hookeri befallene Nymphen sind niemals mit Borrelia burgdorferi und nur selten mit dem Piroplasmus infiziert. Dadurch sinkt auch das Infektionsrisiko für Menschen in dem betreffenden Gebiet.

## Symbiontische oder parasitäre Mikroorganismen

### Wolbachia pipiens
In mehreren Studien konnte die Präsenz von Bakterien der Wolbachia pipientis-Gruppe im Gemeinen Holzbock nachgewiesen werden. Diese Bakterien sind bei Insekten weit verbreitet, wurden aber auch bei Kieferklauenträgern und Nematoden nachgewiesen. Ihr beobachteter Einfluss reicht von obligatorischem Mutualismus bei Filarien, die für Entwicklung und Fortpflanzung auf die Anwesenheit von Wolbachia angewiesen sind, über Kommensalismus bis zum Parasitismus, wobei die Prävalenz artabhängig von gering bis vollständig reicht. Wolbachia konnte bei infizierten Insekten die vielfältige Einflussnahme auf die Reproduktion ihrer Wirte nachgewiesen werden, so das Verursachen von Parthenogenese, höhere Sterblichkeit oder Feminisierung männlicher Individuen und zytoplasmische Inkompatibilitäten, aber auch die Stärkung der Immunabwehr. Bei Zecken ist die Prävalenz gering und der Infektionsweg war lange ungeklärt.
Ixodiphagus hookeri sind zu fast 100 Prozent mit einem Stamm von Wolbachia pipientis infiziert, dessen nahe Verwandte auch bei anderen Hautflüglern festgestellt wurden. Bei einer molekulargenetischen Untersuchung von ungefütterten Nymphen in einer natürlichen französischen Population des Gemeinen Holzbocks wurde festgestellt, dass Nymphen entweder keine DNA von Ixodiphagus hookeri und Wolbachia pipientis enthielten, also parasitenfrei waren, oder dass beide DNA nachgewiesen werden konnten. In der Vergangenheit festgestellte vermeintliche Infektionen von Zecken mit Wolbachia waren wahrscheinlich ein Befall mit den infizierten Larven von Ixodiphagus hookeri. Über die konkreten Auswirkungen der Infektion mit Wolbachia pipiens auf Ixodiphagus hookeri ist noch nichts bekannt.

### Arsenophonus nasoniaeund Rickettsien
In den vergangenen Jahren führte die häufigere Anwendung molekulargenetischer Methoden zum Nachweis einer Reihe von Mikroorganismen in Zecken verschiedener Gattungen. Zu diesen Mikroorganismen gehörte auch Arsenophonus nasoniae. Dieses Bakterium ist erstmals als Endosymbiont der Erzwespe Nasonia vitripennis nachgewiesen worden, einem Mitglied der an Fliegen parasitierenden Familie Pteromalidae. Weitere Nachweise gelangen seither an anderen Erzwespen. Arsenophone nasoniae besiedelt das Gewebe und die Körperflüssigkeit um die Keimzellen und bewirkt den Tod von etwa 80 Prozent der männlichen Nachkommen. Dazu unterbindet sie die Produktion von mütterlichen Zentrosomen, die für die Entwicklung männlicher Wespen benötigt werden.
Aus einer natürlichen Population des Gemeinen Holzbocks in der Slowakei stammende Nymphen wurden bis zum Schlupf von Ixodiphagus hookeri gehalten. Von 96 Wespen (19 männliche, 69 weibliche und 8 nicht zu bestimmende) waren 27 (4, 21, 2) oder 28,1 Prozent mit Arsenophonus nasoniae infiziert, 13 (4, 8, 1) oder 13,5 Prozent mit Rickettsia helvetica und 2 (2, 6, 1) oder 9,4 Prozent mit Rickettsia monacensis. Bei acht Wespen konnte Arsenophonus nasoniae zusammen mit Rickettsien nachgewiesen werden. Die molekulargenetische Untersuchung von Nymphen des Gemeinen Holzbocks erbrachte als Ergebnis, dass DNA von Arsenophonus nasoniae nur gemeinsam mit DNA von Ixodiphagus hookeri, also bei parasitierten Nymphen, nachgewiesen werden konnte. Etwa fünf Prozent der Nymphen enthielten nur Wespen-DNA, ohne Nachweis des Bakteriums, und zehn Prozent die DNA von Rickettsien ohne Nachweis des Bakteriums. Die Infektion mit Arsenophonus nasoniae, nicht aber die mit Rickettsien, scheint auch hier an den Befall mit dem Parasiten gebunden zu sein. Allerdings wurde auch in den Eiern von Zecken der Arten Amblyomma americanum und Dermacentor variabilis DNA von Arsenophonus nasoniae nachgewiesen, die nicht durch eine Übertragung von Ixodiphagus hookeri erklärt werden kann.

## Systematik und Taxonomie

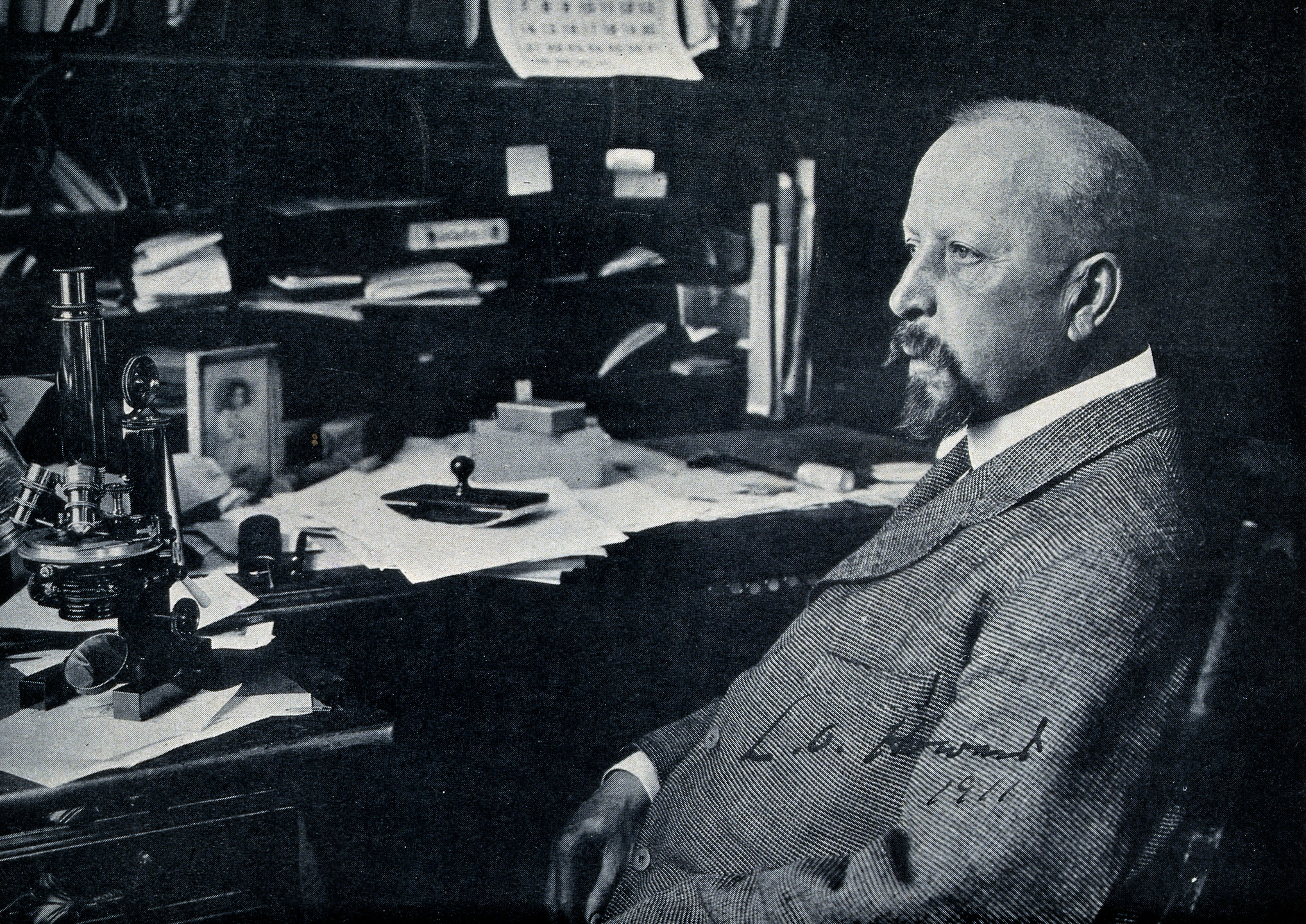
Leland Ossian Howard, 1911

Ixodiphagus hookeri wurde im Jahr 1908 von Howard als Hunterellus hookeri erstmals beschrieben. Der Beschreibung lagen Exemplare zugrunde, die aus mehreren Nymphen von Zecken des Typuswirts Rhipicephalus texanus geschlüpft waren. Diese Zecken waren im April 1908 in Corpus Christi, Texas (27° 45′ N, 97° 24′ W) auf einem Haushund gesammelt und von William Anson Hooker vom Labor des Bureau of Entomology in Dallas für Versuche am Leben erhalten worden. Hooker wird auch mit dem Artepitheton geehrt.
Im Jahr davor hatte Howard zum ersten Mal ein Zecken parasitierendes Insekt beschrieben, die Erzwespe Ixodiphagus texanus, für die er die Gattung Ixodiphagus errichtete. Der französische Entomologe Robert du Buysson vom Muséum national d’histoire naturelle beschrieb im Jahr 1912 eine weitere Art, Ixodiphagus caucurtei, nach Exemplaren aus Nymphen des Gemeinen Holzbocks, die in Frankreich aufgesammelt wurden. 1929 vermutete Robert A. Cooley, bei allen dreien dieser Parasitoide handle es sich um dieselbe Art. Arthur B. Gahan zeigte in einer Publikation im Jahr 1934, dass die von Howard beschriebenen beiden Arten und Gattungen unterschiedlich waren, jedoch Ixodiphagus caucurtei ein Synonym von Hunterellus hookeri ist. Trjapitzin schlug 1985 Ixodiphagus als einzige Gattung dieser parasitierenden Wespen und Hunterellus damit als Synonym vor. Diese Auffassung scheint weitgehend akzeptiert, Hunterellus hookeri gehört somit als Ixodiphagus hookeri der Gattung Ixodiphagus an.
Im Senegal gefundene Exemplare wurden 1951 von Jean Risbec als Habrolepis caniphila beschrieben. Risbec selbst stellte seine Art 1954 in die Gattung Hunterellus. David P. Annecke und H. Patricia Insley untersuchten das Typusmaterial Risbecs und synonymisierten die Art 1971 mit Hunterellus hookeri.
Howards Holotyp wurde mit der Nummer 11.497 in die Sammlung des National Museum of Natural History in Washington, D.C. aufgenommen. Offenbar war dieser bei einer späteren Untersuchung nicht mehr vorhanden, John S. Noyes bestimmte 2010 aus dem Material im Museum einen Lectotyp. Das Typusmaterial von Ixodiphagus caucurtei befindet sich im Muséum national d’histoire naturelle in Paris.

### Synonyme
Ixodiphagus hookeri ist auch unter folgenden Synonymen bekannt:
- Habrolepis caniphila Risbec, 1951[47][48][49]
- Hunterellus caniphila (Risbec, 1951)[48]
- Hunterellus hookeri Howard, 1908[43]
- Ixodiphagus caucurtei Buysson, 1912[45][46]